# Модульный паркет
Модульный паркет – это паркет, состоящий из отдельных щитов, верхний слой которых выполнен в виде определённого рисунка. Благодаря наборному верхнему слою модульный паркет создаёт на полу сложный повторяющийся узор. Как правило, всё помещение выкладывается щитами с одним и тем же рисунком.
Верхний слой или весь модуль изготавливается из ценных пород древесины. Как правило, это дуб, ясень, орех, мербау. Модулем называется отдельный паркетный щит.

## Рисунок (декор)
Основные декоративные свойства модульного паркета задаёт рисунок – геометрический узор из отдельных плашек (паркетных клёпок) ценных пород древесины, повторяющийся в каждом модуле.
Некоторые рисунки модульного паркета имеют свои названия:
- Версаль, или Версальский квадрат. Образцом послужил паркет в Версальском дворце, Франция, XVII в.
- Шантильи. Развитие идеи Версальского квадрата, по образцу паркету во дворце Шантийи во Франции, XVII-XVIII вв.
- Аремберг, или д’Аремберг. Крест, вписанный в квадрат, вписанный в ромб, вписанный в квадрат. Назван по герцогскому роду Аренберг и одноимённому замку в Бельгии
- Шереметьевская звезда. Шестиугольник, составленный из трёх ромбов, назван по графскому роду Шереметьевых (Шереметевых). Ромбы могут быть цельными или состоять из нескольких отдельных полос (актуально для больших размеров). Каждый из трёх ромбов, составляющих шестиугольник, может иметь отличную от других тонировку, что создаёт 3D-эффект.

| Рисунок «Версаль» | Рисунок «Крест с каймой» (один из вариантов) | • Рисунок «Звезда» (один из вариантов) | Рисунок «Колодец» |
| ----------------- | -------------------------------------------- | -------------------------------------- | ----------------- |

## Конструкция и размеры
Конструкционно модульный паркет бывает двух типов: массивный и инженерный.
- Щит инженерного модульного паркета состоит из фанерного основания и приклеенных к нему сверху паркетных клёпок ценного слоя. Толщина ценного слоя в инженерном паркете обычно составляет 3-4 мм, толщина фанерного основания – 10-12 мм.
- Щит массивного модульного паркета состоит только из паркетных клёпок, склеенных между собой боковыми и торцевыми гранями, без основания. Толщина паркетных клёпок, а значит, и всего щита обычно составляет 15, 16 или 20 мм (для российского рынка).

Размеры щита не регламентированы и различаются в зависимости от рисунка, возможностей производства и потребностей заказчика. В большинстве случаев это квадрат со стороной от 400 до 600 мм, но нередко встречаются и другие размеры, а также другие формы (ромбы, шестиугольники и т.п.).
Между собой щиты (модули) модульного паркета соединяются при помощи соединения шип-паз или при помощи шпонки. Во втором случае по периметру модуля фрезеруется паз, а стыковку модулей друг с другом обеспечивает узкая деревянная рейка – шпонка. Одна сторона шпонки вставляется в паз одного щита, другая — в паз другого. Массивный модульный паркет может не иметь соединительного профиля по причине трудности его нарезки.
Модульный паркет, изготовленный с расчетом на шпонку, позволяет скреплять панели любыми сторонами друг к другу, а не только какой-то одной, заранее определенной. Для некоторых декоров это существенный плюс — щиты можно разворачивать, получая тем самым новый узор, и для этого не понадобится спиливать гребень замкового соединения (замковое соединение диктует положение щита при укладке).
Кроме того, если модульный паркет укладывается непосредственно на стяжку — когда щиты нельзя прикрутить к основанию паркетными саморезами — шпонка, соединяя модули между собой, дополнительно укрепляет всю конструкцию пола.

## Покрытия и декоративная обработка
Как и другие виды паркета, современный модульный паркет покрывается маслом, обычно с добавлением воска, или специальным паркетным лаком. Различают готовый модульный паркет с заводским финишным покрытием и модульный паркет без покрытия. Во втором случае лак или масло наносятся уже после укладки.
По периметру щита или каждого элемента может нарезаться фаска. Модульный паркет с фаской смотрится более фактурно, кроме того, фаска маскирует микрощели, возникающие при колебаниях температуры и влажности.
Модульный паркет может подвергаться всем основным видам обработок, хотя сложные рельефные обработки (строгание, пиление, состаривание) применяются значительно реже, чем в обработке массивных и паркетных досок.
- Тонирование. Как правило, колер добавляется в один или несколько слоёв грунтовки, предшествующие нанесению финишного слоя. Тонирование бывает полупрозрачным или глухим (редко). В последнем случае используются цветные эмали.
- Браширование. Наиболее распространённый способ создания рельефной поверхности. Большинство пород древесины умеренных широт имеют годичные кольца, при этом тёмная часть кольца более мягкая, а светлая — более твёрдая. Используя специальные щётки (из металла или синтетических материалов), производители паркета выбирают с поверхности древесины мягкие волокна, создавая рельеф, следующий рисунку годичных колец.
- Строгание. Поверхность покрывается неравномерными волнами, оставленными как бы от небрежной работы рубанком или фуганком. В модульном паркете смотрится менее эффектно, чем на широких ламелях массивной и паркетной доски.
- Состаривание или ручная обработка. Придание напольному покрытию эффекта износа отличными от перечисленных выше способами, в частности — нанесением засечек и искусственных повреждений на поверхность и на фаски напольного покрытия.

## История модульного паркета
Предшественником модульного паркета были прямоугольные деревянные планки, укладывавшиеся ёлочкой (opus spicatum). Такой или очень похожий паркет до сих пор используется в качестве напольного покрытия, в России он известен как штучный паркет. В отличие от досок, укладывавшихся рядами, паркет ёлочкой образует определённый геометрический рисунок (собственно, opus spicatum), что роднит его с модульным паркетом. Другое отличие от половой доски – разделение пола на черновой, или несущий, и чистовой. Штучный паркет всегда укладывается поверх чистового пола, будь то бетонное основание, фанера или обрезная доска на лагах.
Рисунок ёлочкой широко использовался для укладки кирпичных полов и тротуаров ещё в Древнем Риме. Первый подтверждённый способ использования opus spicatum в паркете современного типа – дворец Фонтенбло во Франции, первая половина XVI в., в частности, Галерея Франциска I. Само слово «паркет» также французского происхождения и первоначально обозначало небольшой регулярный парк или сад (фр. parquet – буквально «маленький парк», «маленькое огороженное пространство»).
Похожее напольное покрытие было известно в Московской Руси XVI-XVII в., где оно называлось косящатым полом, а отдельные его элементы – дубовыми кирпичами. По сведениям И.Е. Забелина, толщина дубовых кирпичей составляла 2-3 вершка, т.е. 8,8-13,2 см. В отличие от современного паркета, косящатые полы укладывались на сухом песке со смолой или на извести, иногда расписывались красками. Восковые, масляные и, тем более, лаковые финишные покрытия не применялись.
Следующий этап развития геометрического рисунка в паркете – так называемая французская ёлка. Как показывает название, французская ёлка родом из Франции, где паркет этого рода получил распространение в XVII в. Клёпки французской ёлки срезаны по торцам под определённым углом, что позволило паркетчикам создать новый узор – шеврон. Торцы соседних клёпок теперь не пересекались под прямым углом, а выстраивались в одну прямую линию. Интересно, что во Франции французская ёлка называется "венгерским узором" (Point de Hongrie).
| Кирпичный тротуар, выложенный ёлочкой. Рынок Траяна, Рим, II в. н.э. | Паркет ёлочкой в Зале Франциска I, Фонтенбло, Франция, XVI в. | Штучный паркет, уложенный ёлочкой, СССР, 1930-е гг. | Паркет «французская ёлка», Зал сражений, Версаль, Франция, XVII-XVIII в. | Паркет «французская ёлка», Париж, Франция, XIX-XX вв. |

Наконец, в конце XVII в., тоже во Франции был сделан решительный переход от рисунка из одинаковых паркетных клёпок к более сложным декорам, в которых несколько разных типов клёпок соединялись в одинаковые щиты – модули (le parquet en feuilles). Первый достоверно известный случай применения модульного паркета – Версальский дворец, многие залы в котором до сих пор отделан версальскими квадратами. Одной из причин, способствовавшей распространению модульного и вообще паркета, стала сложность в сочетании мраморного чистового пола и деревянных перекрытий. Необходимость регулярного мытья мрамора вела к подгниванию перекрытий.
Вскоре мода на полы из паркета распространилась на другие европейские страны, в том числе и Россию. Очень быстро к версальским квадратам прибавились другие рисунки, некоторые из которых получили специальные названия: шантильи, шереметьевская звезда, аремберг и др. В России особую популярность приобрёл художественный паркет – сложные композиции, выполненные с применением разных пород древесины. Размеры щитов модульного и художественного паркета в дореволюционной России были кратны аршинам.
Интересно, что инженерный модульный паркет появился раньше массивного. В XVIII-XIX вв. в качестве подосновы для щитов использовалась не фанера, а сбитые вместе сосновые доски, к которым рыбьим клеем приклеивались паркетные клёпки. Массивный модульный паркет склеивается прочными полиуретановыми клеями, до широкого распространения которых сохранить геометрию такой сложной конструкции без подосновы было невозможно.
|  | Зал караула короля, Версаль, Франция. Пол выложен версальскими квадратами | Малые апартаменты короля, Версаль, Франция. Пол выложен версальскими квадратами | Дворец Шантийи. Хорошо виден пол, выложенный модулями шантильи |

## Отличия от художественного паркета
Иногда модульный паркет смешивают с художественным паркетом. Ниже перечислены основные различия этих типов паркета (иногда встречаются переходные формы).
| Модульный паркет                                                                                                   | Художественный паркет |
| --- | --- |
| Верхний слой из элементов одной породы древесины, например, дуба или ореха                                         | Верхний слой – композиция из элементов разных пород древесины, в том числе экзотических |
| Повторяющийся геометрический узор                                                                                  | Использование уникальных элементов: розеток и вензелей |
| Декоративный рисунок создаётся разнонаправленностью элементов и специальными обработками                           | Декоративный рисунок создаётся сочетанием естественных цветов разных пород древесины: тёмные элементы выполняются из ореха, светлые – клёна или берёзы, средние (нейтральные) – дуба, красные – из экзотических пород и т.п. |
| Часто применяются тонировка, браширование, состаривание и другие обработки, принятые в массивной и паркетной доске | Тонировка, браширование, состаривание и другие обработки не применяются |
| Щиты, как правило, квадратной формы                                                                                | Розетки и вензеля сложной формы, бордюры, инкрустации (интарсии) |

| Художественный паркет. Большой Екатерининский дворец, Царское село, Россия | Художественный паркет. Зимний дворец (Государственный Эрмитаж), Санкт-Петербург, Россия. | Художественный паркет. Петергоф, Россия | Художественный паркет. Шверинский замок, Мекленбург, Германия |

## Специфика применения
На протяжении столетий модульный паркет применялся при отделке дворцов и разного рода торжественных помещений. Во второй половине XX в. щитовой паркет с простым рисунком из маленьких планок (клёпок) получил широкое распространение в СССР в отделке домов типовых серий. В отличие от старого модульного паркета, бывшего скорее элитным напольным покрытием, советский щитовой паркет предназначался для массового рынка. Удешевление достигалось за счёт экономии сырья (маленькие планки не более 20-30 мм).
Современный модульный паркет ближе к дворцовому модульному паркету, чем к советскому щитовому паркету. Однако развитие технологий позволило сделать его более пригодным для широкого рынка. С эстетической точки зрения современный модульный паркет представляет сочетание традиционных и новоизобретённых геометрических узоров с неизвестными в прошлом тонировками и механическими обработками. Основные декоративные отличия современного модульного паркета от паркета XVIII-XIX вв. перечислены ниже.
|           | Паркет XVIII-XIX вв.                                                     | Современный модульный паркет                                                                     |
| --------- | ------------------------------------------------------------------------ | ------------------------------------------------------------------------------------------------ |
| Покрытие  | Воск или масло                                                           | Масло (масло-воск) или лак разной степени глянца                                                 |
| Цвет      | Натуральная древесина (с XIX в. встречаются слегка колерованные мастики) | Повсеместное применение тонировок, в том числе патинирования, металликов и перламутровых колеров |
| Обработки | Шлифование                                                               | Шлифование, браширование, строгание, состаривание и проч.                                        |

Сфера применения современного модульного паркета шире, чем старинного модульного паркета. Это:
- Помещения в стиле лофт, апартаменты (эффект старинного пола, пола с историей – наряду с паркетом ёлочкой)
- Помещения очень большой площади, в особенности коммерческие (более живой рисунок, чем параллельные ряды досок)
- Небольшие помещения чрезмерно вытянутой, неудачной формы, комнаты-пеналы (геометрический узор визуально смягчает диспропорциональность помещения)
- Собственно помещения в дворцовом стиле (неорококо, неоклассицизм)

Ограничивающим фактором остаётся высокая цена модульного паркета – в среднем выше, чем массивная, паркетная и инженерная доски.

## Монтаж (укладка)
Модульный паркет укладывается жёсткофиксированным способом (на клей). Перед укладкой массивной доски необходимо тщательно подготовленное основание — прочная и сухая цементная стяжка, поверх которой укладываются листы фанеры (как правило, распиленной). Инженерный модульный паркет иногда укладывают непосредственно на стяжку, без промежуточного слоя из фанеры.
Модульный паркет укладывается на основание при помощи клея с применением паркетных шурупов или, реже, паркетных шпилек. Функция паркетных шурупов — зафиксировать напольное покрытие, пока клей окончательно не высохнет. Для приклеивания паркета используются полиуретановые и эпоксидно-полиуретановые клеи. Категорически не подходят водно-дисперсионные клеи и клеи на основе синтетических смол. Критически важно соблюдение условий укладки: ровный пол, определённая температура и влажность воздуха, стяжки и древесины. Нарушение любого из этих условий может привести к деформации напольного покрытия (короблению, трещинам, деламинации) или отрыву его от основания.

## Щитовой и мозаичный паркет
В СССР выпускались две разновидности паркета, сходные с современным модульным паркетом: мозаичный паркет и щитовой паркет.
Мозаичный паркет состоит из цельных паркетных планок. Небольшие прямоугольные планки объединяются по 4 или 5 штук в элементарные квадраты, которые, в свою очередь, составляют ковры. Планки в мозаичном паркете не соединены друг с другом. Вместо этого они приклеены на сравнительно тонкую основу из эластичного биостойкого материала либо, лицевой стороной, на плотную крафт-бумагу. Во втором случае бумага удаляется вместе с клеем после того, как ковёр приклеен к основанию. Все планки в мозаичном паркете должны быть одинаковых размеров и выполнены из одной породы древесины. Толщина планок 8 мм, для хвойных пород древесины – 10 мм.
Таким образом, мозаичный паркет – это своего рода способ ускорить укладку штучного паркета и сэкономить на сырье (планки мозаичного паркета в среднем меньше планок штучного паркета). Рисунок, получающийся при укладе мозаичного паркета, получил неофициальное название «вьетнамка». Характеристики мозаичного паркета регулируются ГОСТ 862.2—85, разработанным с учётом международного стандарта ISO 631:1975.
Щитовой паркет представляет собой щит той или иной конструкции, на который наклеены паркетные планки или квадраты шпона. ГОСТ 862.4—87 описывает четыре типа паркетных щитов по конструкции:
- С основанием из одного ряда реек, скреплённых рамкой-обвязкой (ПЩ1) или двумя слоями шпона сверху и снизу (ПЩ2)
- С основанием из ДСП или ЦСП (ПЩ3)
- С основанием из двух взаимно перпендикулярных рядов реек (ПЩ4)

Между собой щиты соединяются при помощи шпонки или соединения шип-паз.
Сверху на основание щита приклеиваются паркетные планки, выложенные тем или иным рисунком, или квадраты толстого шпона. Толщина паркетных планок должна составлять 4-6 мм для твёрдых пород древесины, 6-8 мм для берёзы и 8 мм для хвойных пород. ГОСТ не накладывает ограничений на виды рисунков, применяемые в щитовом паркете, однако на практике в СССР обычно применялся тот же рисунок, что и в мозаичном паркете – «вьетнамка».
Щитовой паркет широко применялся в жилищном строительстве СССР в 1970-х – 1980-х гг., потеснив классический штучный паркет. Советский щитовой паркет производился из дуба, бука, сосны и некоторых других пород, для приклеивания использовались битумные мастики. Сегодня щитовой паркет как массовый продукт, в свою очередь, почти вытеснен более простыми в укладке трёхполосной паркетной доски и ламинированным паркетом (ламинатом).

## Специфика современного модульного паркета
Современный модульный паркет имеет ряд отличий как от мозаичного, так и от щитового паркета, не предусмотренных ГОСТами.
Массивный модульный паркет можно считать развитием мозаичного паркета.
- Соединение. В мозаичном паркете планки не соединяются между собой, а приклеиваются к эластичной подоснове или, с лицевой стороны, к временному листу бумаги. Напротив, в массивном модульном паркете планки склеены между собой, а постоянная или временная основа не используется.
- Рисунок. Мозаичный паркет предусматривает только один стандартный рисунок – «вьетнамку». Другие рисунки допускаются после согласования с заказчиком. Массивный модульный паркет не предусматривает каких-либо стандартов или ограничений на рисунки. Широко представлены версальские квадраты, разного рода кресты, звёзды и др.

Инженерный модульный паркет ближе к щитовому паркету, однако и здесь есть отличия.
- Основание. В советском щитовом паркете используются наборные щиты из реек и щиты из древесных плит, щиты из фанеры не используются. Напротив, в инженерном модульном паркете основание фанерное.
- Толщина. Инженерный модульный паркет в среднем тоньше: общая толщина щитового паркета по ГОСТ 22-40 мм, инженерного модульного паркета 15-16, иногда 20 мм.
- Рисунок. Хотя ГОСТ не накладывает ограничений и не задаёт стандартных рисунков для щитового паркета, на практике советский паркет обычно выпускался с рисунком «вьетнамка». Выбор декоров инженерного модульного паркета, представленных на рынке, ещё шире, чем у массивного модульного паркета, благодаря более технологичной конструкции.

## «Модульный» ламинат
Некоторые производители выпускают ламинат, визуально напоминающий модульный паркет. Такое напольное покрытие не имеет ценного слоя из натуральной древесины и не является в полном смысле паркетом, однако более доступно по цене и проще в укладке. Как и любой другой ламинат, «модульный» ламинат укладывают плавающим способом, без клея и фанеры.